# Nikiforovskij rajon
Il Nikiforovskij rajon (in russo Никифоровский район?) è un rajon dell'Oblast' di Tambov, nella Russia europea; il capoluogo è Dmitrievka. Istituito nel 1928, ricopre una superficie di 1.191 chilometri quadrati e consta di una popolazione di circa 20.000 abitanti.